# Karnin (bei Barth)
Karnin ist eine Gemeinde westlich von Stralsund im Landkreis Vorpommern-Rügen. Bis zum 1. Januar 2005 war die Gemeinde Teil des Amtes Barth-Land und ist seitdem Teil des Amtes Barth.

## Geografie und Verkehr
Karnin liegt etwa 17 Kilometer westlich der Stadt Stralsund und ungefähr 25 Kilometer östlich von Ribnitz-Damgarten, südlich der Ostseebucht Grabow in einer flachen Umgebung ohne größere Erhebungen. Größere Teile des Gemeindegebiets sind bewaldet, vor allem im Osten mit dem Karniner Holz. Bei Karnin liegt ein kleinerer dreiteiliger See. Durch die Gemeinde führt die Bundesstraße 105. Die Bahnstrecke Stralsund–Rostock verläuft etwas südlich der Gemeinde und ist über den Bahnhof Velgast zu erreichen.

## Ortsteile
- Friedrichshof
- Karnin

## Geschichte
Karnin wurde am 25. September 1242 erstmals urkundlich erwähnt, als der Rüganer Herzog Witzlaw I. den Verkauf des Dorfes Karnin an den Magister Iwanus bestätigt. Der Ortsname stammt vermutlich vom slawischen Lokator Karna ab, könnte also Ort des Karna bedeuten. 1325 kam das Land zu Pommern. Ab 1480 besaßen die Kragewitzens den Ort Karnin.
Im Dreißigjährigen Krieg wurde Karnin während der Belagerung Stralsunds geplündert und ausgeraubt. Mit dem Westfälischen Frieden von 1648 kam Karnin zu Schwedisch-Pommern.
Gut Karnin und Gut Zimkendorf waren seit 1759 im Besitz von Bernhard-Ludwig von Sodenstern und dann Friedrich Wilhelm von Sodenstern, Nachkommen schwedischer Hofbeamter. 
Ab 1815 gehörte Karnin wie ganz Vorpommern zu Preußen. 1847 erbte es die Familie von von Pachelbel-Gehag.
Zum Rittergut Karnin – mit über 1300 Hektar Land eines der größten Besitztümer in Vorpommern – gehörten in der Mitte des 19. Jahrhunderts noch der Friedrichshof, die Dabitzer Wiese, zwei Bauernhöfe in Rubitz sowie die Insel Barther Oie.
1876 verkaufte der Königliche Rittmeister a. D. und Ehrenritter des Johanniterordens Friedrich Philipp Wolfgang von Pachelbel-Gehag das gesamte Rittergut zum Preis von 771.000 Mark an den damaligen Jurastudenten Wilhelm Heinrich Henning.
Wilhelm Henning erweiterte das Herrenhaus um einen Kutschstall und ließ um 1906 fünf Gutsarbeiterhäuser, acht Ställe, sowie eine Schule mit Gaststätte erbauen. Wegen ihres Ensemble-Charakters wurden die Gebäude bereits zu DDR-Zeiten unter Denkmalschutz gestellt.
Beim Friedrichshof handelt es sich um ein Vorwerk mit eigenem Herrenhaus, einem kleineren barockisierenden Gebäude. Wilhelm Henning ließ es für seinen Schwager, den Rittmeister der Reserve Schmidt, zusammen mit den anderen Gebäuden auf Karnin errichten.
Sein Sohn Wilhelm Gustav Christian Henning verstarb 1942 an Lungenkrebs. Seine Witwe Renate Henning, geb. Musculus, wurde am 29. September 1945 während der Bodenreform entschädigungslos enteignet und mit ihren acht minderjährigen Kindern und der erst zwei Jahre alten Tochter ihres gefallenen Bruders dauerhaft des Dorfes verwiesen. Sie hatte sich in der Folgezeit mindestens 20 km von Karnin entfernt aufzuhalten und starb im Frühjahr 1946 in Stralsund an den Folgen eines Hungerödems. Ihre Kinder wurden über ganz Deutschland verstreut, zur Generation der direkten Enkel gehören der Bundestagsabgeordnete Hubertus Heil und der Physiker Peter Henning.
Die Gemeinde war bis 1952 Teil des Landkreises Franzburg-Barth und gehörte danach bis 1994 zum Kreis Stralsund im Bezirk Rostock. Seit 1990 gehört Karnin zum Land Mecklenburg-Vorpommern.

## Wappen, Flagge, Dienstsiegel
Die Gemeinde verfügt über kein amtlich genehmigtes Hoheitszeichen, weder Wappen noch Flagge. Als Dienstsiegel wird das kleine Landessiegel mit dem Wappenbild des Landesteils Vorpommern geführt. Es zeigt einen aufgerichteten Greifen mit aufgeworfenem Schweif und der Umschrift „GEMEINDE KARNIN * LANDKREIS VORPOMMERN-RÜGEN“.

## Sehenswürdigkeiten
→ Siehe auch Liste der Baudenkmale in Karnin

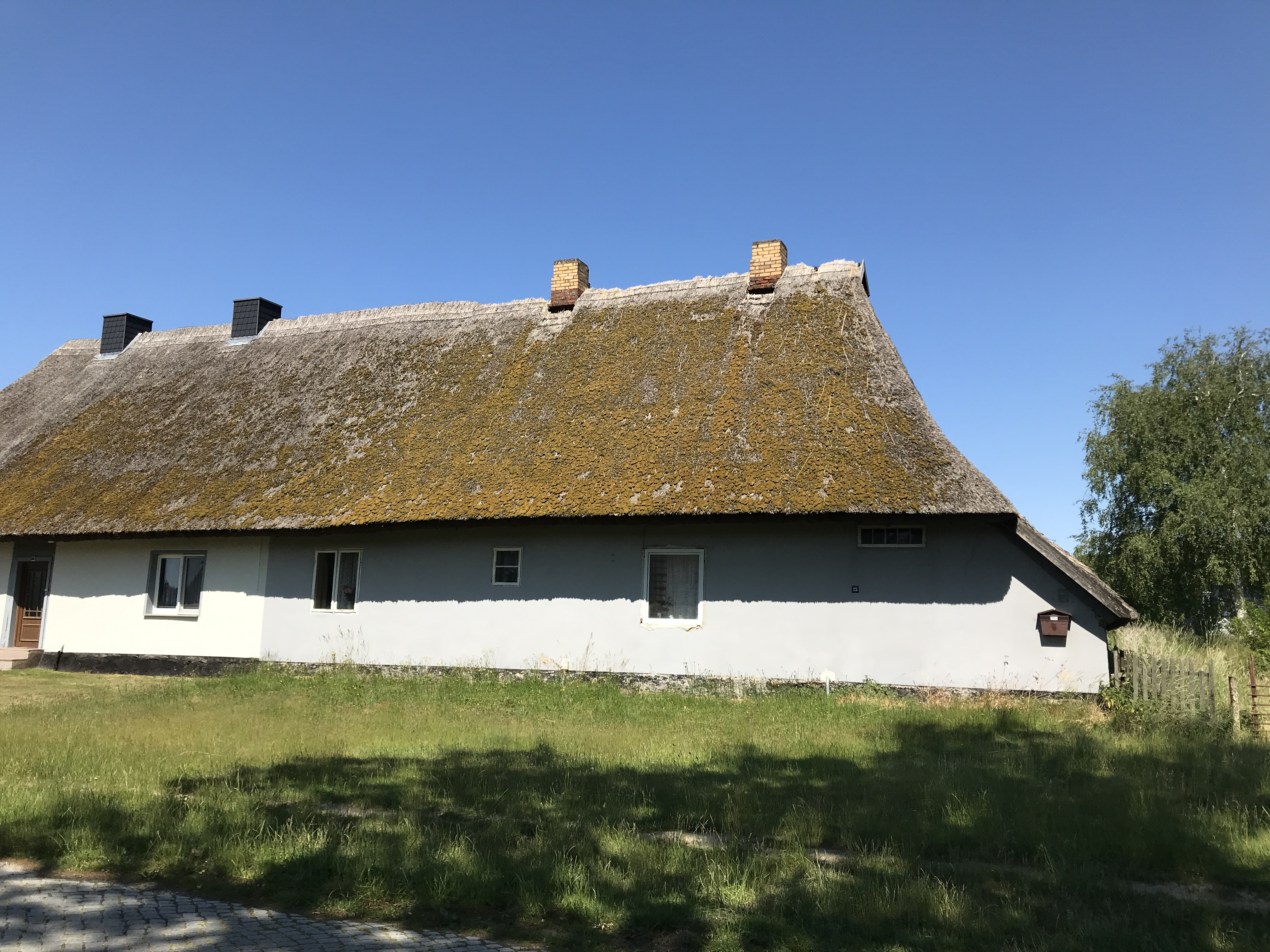
Denkmalgeschützter Katen

### Schloss Karnin
Das zweigeschossige Herrenhaus wurde 1830 für Friedrich Wilhelm von Sodenstern in einer Verbindung aus englischem Tudorstil und deutscher Neugotik erbaut, der in der Umgegend noch weitere Güter innehatte.
Das Schloss verfügte über 26 möblierte Zimmer. Die Halle war mit Jagdtrophäen und alten Eichenmöbeln ausgestattet, die Fenster mit Saufedern umrahmt, an der Wand befand sich ein Jagdgemälde von Lilliefors. Der „Blaue Salon“ war mit einer barocken Sitzgruppe, zwei großen Spiegeln und wertvollen Edelholzmöbeln dekoriert, an der Wand hing ein Gemälde von Douzette. Die Bibliothek mit ca. 10.000 Bänden enthielt einen großen Billardtisch. Eines der Gästezimmer verfügte über einen Kachelofen aus Meißener Porzellan. In einer Sattelkammer im ersten Stock waren wertvolle Geschirre mit silbernen Beschlägen untergebracht.
Am Abend des 1. Mai 1945 wurde das Schloss durch Soldaten der Roten Armee besetzt und geplündert, durchziehende Flüchtlinge zerstörten und stahlen den Rest der Einrichtung.
Der Turm des Schlosses wurde noch 1945 durch eine Sprengung beschädigt und in den 1950er Jahren abgerissen. 1975 wurden bei einem Umbau des Daches alle Zinnen entfernt und die Schieferdeckung durch Ziegel ersetzt, so dass im aktuellen Zustand wenig an die ursprüngliche Architektur erinnert.
Direkt neben dem Herrenhaus steht heute noch der ehemalige Kutschstall mit Storchennest, entstanden etwa um 1900.

### Schlosspark
Der ursprüngliche Schlosspark wurde beim Bau des Herrenhauses durch Friedrich Wilhelm von Sodenstern angelegt. Dabei wurde der vorhandene Baumbestand mit einbezogen. In diesem Karniner Forst findet sich heute noch der alte Kugelfangwall eines Schießplatzes aus der Schwedenzeit. Bei Ausbau des Parkes wurde der Bach – die Ulenbäk – vertieft, so dass Teiche entstanden (heute beiderseits der Bundesstraße 105 gelegen).
Der Aushub wurde zu einer ringwallartigen Struktur aufgeschüttet, die den Namen Himmel und Hölle erhielt.
1858 wurde der Park von Peter Joseph Lenné überarbeitet. Im 19. Jahrhundert waren der Karniner Forst und die mit Booten befahrbaren Teiche ein beliebtes Ausflugsziel.
Die beiden Bronzehirsche vom Eingang des Schlossparkes, ein Geschenk von König Friedrich Wilhelm IV. wurden zuletzt von Zeugen in der russischen Kommandantur in Neubrandenburg gesehen.

## Flugunfall
Am Abend des 20. September 1985 war der Kommandeur des 19. Gardejagdbombenfliegerregimentes als Teil der GSSD in der DDR, Oberst Gennadi A. Kusnezow, mit einer MiG-27K, Bordnummer 56, bei Lärz zu einem Übungsflug gestartet. Im Raum Richtenberg meldete er in 5000 Metern Höhe über Funk das Versagen der Steuergeräte. Kurz darauf fiel auch die Funkverbindung aus, das Flugzeug stürzte fast senkrecht in den Wald (Karniner Holz), westlich von Stralsund. Aufwendige Bergungsarbeiten nahmen 2 Wochen in Anspruch. Eine kleine Gedenkstätte im Wald erinnert an das Unglück.
→ Siehe auch Liste von Zwischenfällen der Militärluftfahrt von 1985

## Persönlichkeiten
- August Heinrich von Pachelbel-Gehag (1795–1857), Chef des Hofjagdamtes beim preußischen König in Berlin und Rittergutbesitzer in Karnin